# Хафса-Кебир
Хафса-Кебир (араб. الخفسة‎) — деревня, расположенная в 77 километрах к востоку от Алеппо на севере Сирии. Согласно переписи 2004 года, население составляло 5393 человека.

Хафса-Кебир является административным центром нахии Хафса района Манбидж.

## Гражданская война в Сирии
26 ноября 2015 года в результате авиаудара были повреждены водоочистные сооружения, находящиеся к югу от деревни, вследствие чего было временно нарушено водоснабжение для 3,5 миллионов человек.
В июне 2016 года находилась под контролем ИГИЛ.
8 сентября 2016 года, в связи с наступлением SDF в направлении Эль-Баб, ИГИЛ эвакуировал оттуда в Хафса-Кебир ряд учреждений.
Освобождён войсками Сирии 7 марта 2017 года.